# Kommunalwahlordnung (Nordrhein-Westfalen)
Die Kommunalwahlordnung des Landes Nordrhein-Westfalen enthält eine Reihe von Bestimmungen und Muster für die Durchführung der Kommunalwahlen. Sie ist Teil des Kommunalwahlrechts in Nordrhein-Westfalen. 